# Call of Duty: Warzone
Call of Duty: Warzone é um jogo eletrônico free-to-play do gênero battle royale desenvolvido pela Infinity Ward e Raven Software e publicado pela Activision. Lançado em 10 de março de 2020 para Microsoft Windows, PlayStation 4 e Xbox One, o jogo faz parte do título Call of Duty: Modern Warfare (2019), mas não requer compra. Warzone permite um combate em um modo multijogador on-line entre 150 jogadores na cidade fictícia de Verdansk, que é vagamente baseada na cidade de Donetsk, no leste da Ucrânia. Ele apresenta uma progressão de plataforma-cruzada entre os dois jogos.

## Lançamento
Warzone foi lançado gratuitamente como parte do jogo Call of Duty: Modern Warfare, de 2019, em 10 de março de 2020, após uma série de glitches e vazamentos no mês anterior. A existência do jogo vazou um mês antes por uma postagem no Reddit, e um glitch de software no mesmo mês permitiu brevemente que os jogadores visualizassem uma versão anterior do mapa de batalha. Em 8 de março de 2020, dois dias antes do lançamento, o streamer Chaos, do YouTube, publicou um vídeo de 11 minutos alegando apresentar uma gameplay de Warzone. O vídeo foi removido e, em 9 de março, a Activision, anunciou oficialmente que o jogo seria lançado em 10 de março.

## Recepção
Em 11 de março de 2020, a Activision anunciou que Warzone havia sido baixado por seis milhões de pessoas nas primeiras 24 horas. Após quatro dias, foi revelado que Warzone havia sido baixado por mais de 15 milhões de pessoas. Em 10 de abril de 2020, a Activision anunciou que Warzone havia ultrapassado mais de 50 milhões de downloads em seu primeiro mês.

## Call of Duty: Black Ops Cold War
Em 16 de dezembro de 2020, Warzone recebeu uma grande atualização de conteúdo, com a integração de Call of Duty: Black Ops Cold War, que adicionou ao Warzone todas as armas, acessórios e skins do jogo. Além de novos mapas e modos de jogo. Como anteriormente em Call of Duty: Modern Warfare, todos os conteúdos pós-lançamento são gratuitos, sendo somente itens cosméticos da loja adquiríveis por microtransações. O sistema de Passe de Batalha foi unificado entre Black Ops Cold War e Warzone, não sendo necessário a compra do jogo para progressão. Além do "Passe de Batalha", o sistema de XP foi integrado entre os três jogos, sendo possível subir o nível do jogador, independentemente de qual esteja jogando.

## Call of Duty: Vanguard
Em 05 de novembro de 2021, Warzone recebeu uma grande atualização de conteúdo, com a integração de Call of Duty: Vanguard, que adicionou ao Warzone todas as armas, acessórios e skins do jogo. Além de novo mapa (Caldera) e modos de jogo. Como anteriormente em Call of Duty: Modern Warfare, todos os conteúdos pós-lançamento são gratuitos, sendo somente itens cosméticos da loja adquiríveis por microtransações. O sistema de "Passe de Batalha" foi unificado entre o Vanguard, Black Ops Cold War, Modern Warfare de 2019 e Warzone, não sendo necessário a compra do jogo para progressão. Como aconteceu no ano anterior o "Passe de Batalha", o sistema de XP foram integrados entre os quatro jogos, sendo possível subir o nível do jogador, independentemente de qual jogo esteja jogando.
O novo mapa, chamado de "Caldera", veio com uma ambientação de uma ilha do Oceano Pacífico durante a Segunda Guerra Mundial. Esse mapa não foi bem recebido como o substituto de "Verdansk", as críticas se deram em relação a paleta de cores usadas, o que dificultava a visualização dos adversários.